# Анташи
А́нташи (фин. Suuri Ontuksi, Pieni Ontuksi) — деревня в Клопицком сельском поселении Волосовского района Ленинградской области.

## История
Впервые упоминается в Писцовой книге Водской пятины 1500 года в Ильинском Заможском погосте в Бегуницах как деревня Онтоша. Затем — как деревня Antossa by в Заможском погосте в шведских «Писцовых книгах Ижорской земли» 1618—1623 годов. Обозначена на карте Ингерманландии А. И. Бергенгейма, составленной по материалам 1676 года, как деревня Ontassa. На шведской «Генеральной карте провинции Ингерманландии» 1704 года обозначена как мыза Antosahof и деревня Antosaby.
Как деревня Онтос она обозначена на «Географическом чертеже Ижорской земли» Адриана Шонбека 1705 года. Как мыза Антоши упомянута на карте Ингерманландии А. Ростовцева 1727 года.
Согласно 6-й ревизии 1811 года мыза и деревня Анташи принадлежали Н. Л. Шаховскому и статскому советнику П. Е. Свечину.
Согласно 8-й ревизии 1833 года мыза Анташи с деревнями принадлежали капитану А. П. Скворцову и действительному тайному советнику князю Н. Л. Шаховскому.

АНТАШИ — деревня принадлежит наследникам князя Шаховского, число жителей по ревизии: 69 м. п., 68 ж. п. (1838 год)

Согласно карте Ф. Ф. Шуберта в 1844 году на Нарвском тракте располагались смежно: мыза Анташи, деревня Анташи и деревня Чухонские Анташи состоящая из 20 крестьянских дворов.
В пояснительном тексте к этнографической карте Санкт-Петербургской губернии П. И. Кёппена 1849 года она записана как деревня Onduksi (Анташи, Онтоши) и указано количество её жителей на 1848 год: савакотов — 34 м. п., 45 ж. п., всего 79 человек, а также отмечено, что есть две деревни Onduksi, одна «финская», а вторая «русская».
Согласно 9-й ревизии 1850 года мыза и деревня Антоши принадлежали помещику Скворцову. Вторая мыза Антоши принадлежала помещику Аммосову.

АНТАШИ ЧУХОНСКИЕ — деревня господина Скворцова, по почтовому тракту, число дворов — 11, число душ — 25 м. п.

АНТАШИ РУССКИЕ — деревня генерала Медема, по почтовому тракту, число дворов — 14, число душ — 48 м. п. (1856 год)

Согласно 10-й ревизии 1856 года мыза и деревня Антоши принадлежали полковнику Андрею Михайловичу Балушинскому и помещику Скворцову.
Согласно «Топографической карте частей Санкт-Петербургской и Выборгской губерний» 1860 года при мызе Анташи находилась деревня Анташи, которая состояла из 18 крестьянских дворов, кузни, харчевни и кабака, а также деревня Чухонские Анташи из 9 дворов.

АНТОШИ ЧУХОНСКИЕ — деревня владельческая при пруде, по левую сторону Нарвского тракта в 41 версте от Петергофа, число дворов — 12, число жителей: 30 м. п., 28 ж. п. (1862 год)

В 1863 году временнообязанные крестьяне деревни Чухонские Антоши выкупили свои земельные наделы у Ф. В. Рымашевского и стали собственниками земли.
В 1869—1871 годах свои земельные наделы у К. И. Гершельмана выкупили временнообязанные крестьяне деревень Русские Антоши и Антоши Шунгорова.

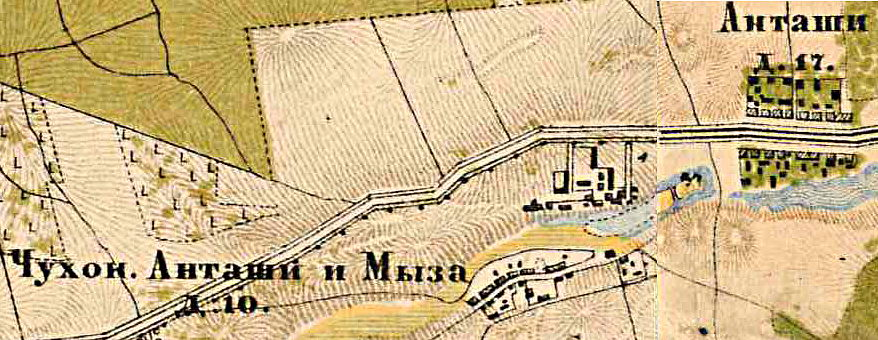
План деревни Анташи. 1885 год

Согласно карте окрестностей Санкт-Петербурга в 1885 году деревня Анташи состояла из 17 дворов, смежные Чухонские Анташи — из 10.
Согласно материалам по статистике народного хозяйства Петергофского уезда 1887 года одна мыза Анташи площадью 637 десятин принадлежала лифляндскому уроженцу И. И. Панку, она была приобретена в 1881 году за 16 000 рублей. Вторая мыза Анташи площадью 210 десятин принадлежала генерал-адъютанту К. И. Гершельману и дочерям генерал-лейтенанта Е. и О. Ф. Берг, она была приобретена до 1868 года, харчевня сдавалась в аренду.
В конце XIX века деревни административно относились к Витинской волости 1-го стана Петергофского уезда Санкт-Петербургской губернии, в начале XX века — 2-го стана. Население деревни Русские (Большие) Анташи было смешанным — финско-русским, Чухонские (Малые) Анташи однородным — финским.
По данным «Памятной книжки Санкт-Петербургской губернии» за 1905 год мыза Анташи площадью 163 десятины принадлежала наследникам Константина Ивановича Гершельмана.
К 1913 году количество дворов в деревне Русские Анташи уменьшилось до 16, а в деревне Чухонские Анташи напротив, увеличилось до 13.
С 1917 по 1922 год деревни Русские Анташи и Финские Анташи входили в состав Анташевского сельсовета Витинской волости Петергофского уезда.
С 1922 года в составе Кипено-Ропшинской волости.
С 1923 года в составе Ропшинской волости Троцкого уезда.
С 1924 года в составе Витинского сельсовета.
Согласно данным переписи населения СССР 1926 года в деревне Русские Анташи проживали 110 человек, большинство русские, а также финны и эстонцы; в деревне Финские Анташи проживали 97 человек, большинство финны, а также русские.
С 1927 года в составе Ораниенбаумского района.
В 1928 году население деревень Русские Анташи и Финские Анташи составляло 207 человек.

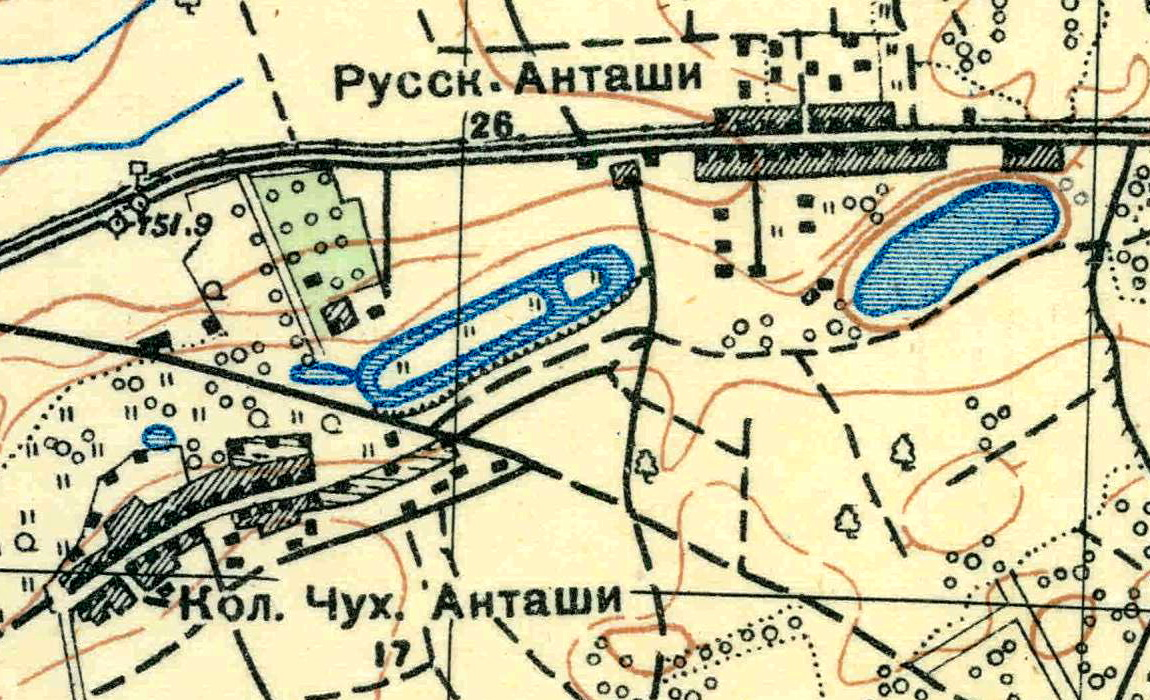
План деревни Анташи. 1931 год

С 1931 года в составе Красногвардейского района. Согласно топографической карте 1931 года деревня состояла из двух частей: Русские Анташи, которая насчитывала 26 дворов и Чухонские Анташи — 17 дворов, в которой был организован одноимённый колхоз.
По данным 1933 года деревни Анташи Русские и Анташи Финские, входили в состав Витинского сельсовета Красногвардейского района.
С 1939 года в составе Красносельского района
C 1 августа 1941 года по 31 декабря 1943 года деревни находились в оккупации.
С 1952 года в составе Тешковского района Волосовского района.
В 1958 году население деревни Русские Анташи составляло 186 человек.
С 1959 года в составе Каськовского сельсовета.
С 1963 года в составе Кингисеппского района.
С 1965 года вновь в составе Волосовского района.
По данным 1966, 1973 и 1990 годов единая деревня Анташи входила в состав Каськовского сельсовета Волосовского района.
В 1997 году в деревне Анташи проживали 38 человек, деревня входила в Каськовскую волость, в 2002 году — 79 человек (русские — 92 %), в 2007 году — 41 человек.
В мае 2019 года Губаницкое и Сельцовское сельские поселения вошли в состав Клопицкого сельского поселения.

## География
Деревня расположена в северо-восточной части района на автодороге А180 (E 20) (Санкт-Петербург — Ивангород — граница с Эстонией) «Нарва».
Расстояние до административного центра поселения — 3 км.
Расстояние до ближайшей железнодорожной станции Волосово — 26 км.

## Демография
| 1862 | 2002 | 2007 | 2010 | 2017 |
| ---- | ---- | ---- | ---- | ---- |
| 176  | ↘79  | ↘41  | ↗72  | ↗86  |

### Национальный состав
Согласно данным Всероссийской переписи населения 2021 года в деревне проживали 117 человек, из них:
 русские — 112, белорусы — 3, украинцы — 2 человека.

## Достопримечательности
Остатки усадьбы «Анташи» — полуразрушенный усадебный дом, построенный из валунов, скреплённых известковым раствором и руины хозяйственных построек из известняка.